# Hålmyrflärken
Hålmyrflärken är en sjö i Kramfors kommun i Ångermanland och ingår i Nätraån-Ångermanälvens kustområde.